# Tropaeolum tuberosum
Tropaeolum tuberosum là một loài thực vật có hoa trong họ Tropaeolaceae. Loài này được Ruiz & Pav. miêu tả khoa học đầu tiên năm 1802.